# Turrilites
La turrilite (gen. Turrilites) è un mollusco cefalopode estinto appartenente alle ammoniti. Visse nel corso del Cretaceo superiore (100-80 milioni di anni fa). I suoi resti sono stati rinvenuti in gran parte del mondo, in particolare in Europa, Asia e Africa del Nord.

## Descrizione
Questa ammonite, come varie altre ammoniti del Cretaceo, presentava una conchiglia dalla forma aberrante. Quest'ultima, infatti, era svolta e di aspetto elicoidale, molto simile a quella di alcuni gasteropodi (forma turriconica). I vari giri, a contatto fra di loro, erano regolari e di sezione ovale; le suture frastagliate, in ogni caso, permettono di identificare i fossili di turrilite come un'ammonite. I fianchi della conchiglia, al contrario di forme simili come Bostrychoceras, erano dotati di tubercoli, il più alto dei quali di forma insolitamente allungata e separato dagli altri da un solco a spirale verso la metà del giro. L'ultimo giro della spira era dotato di un tubercolo superiore dall'aspetto spinoso. Il diametro del giro più basso poteva superare gli otto centimetri, e l'intero animale poteva raggiungere un'altezza di 40  centimetri.

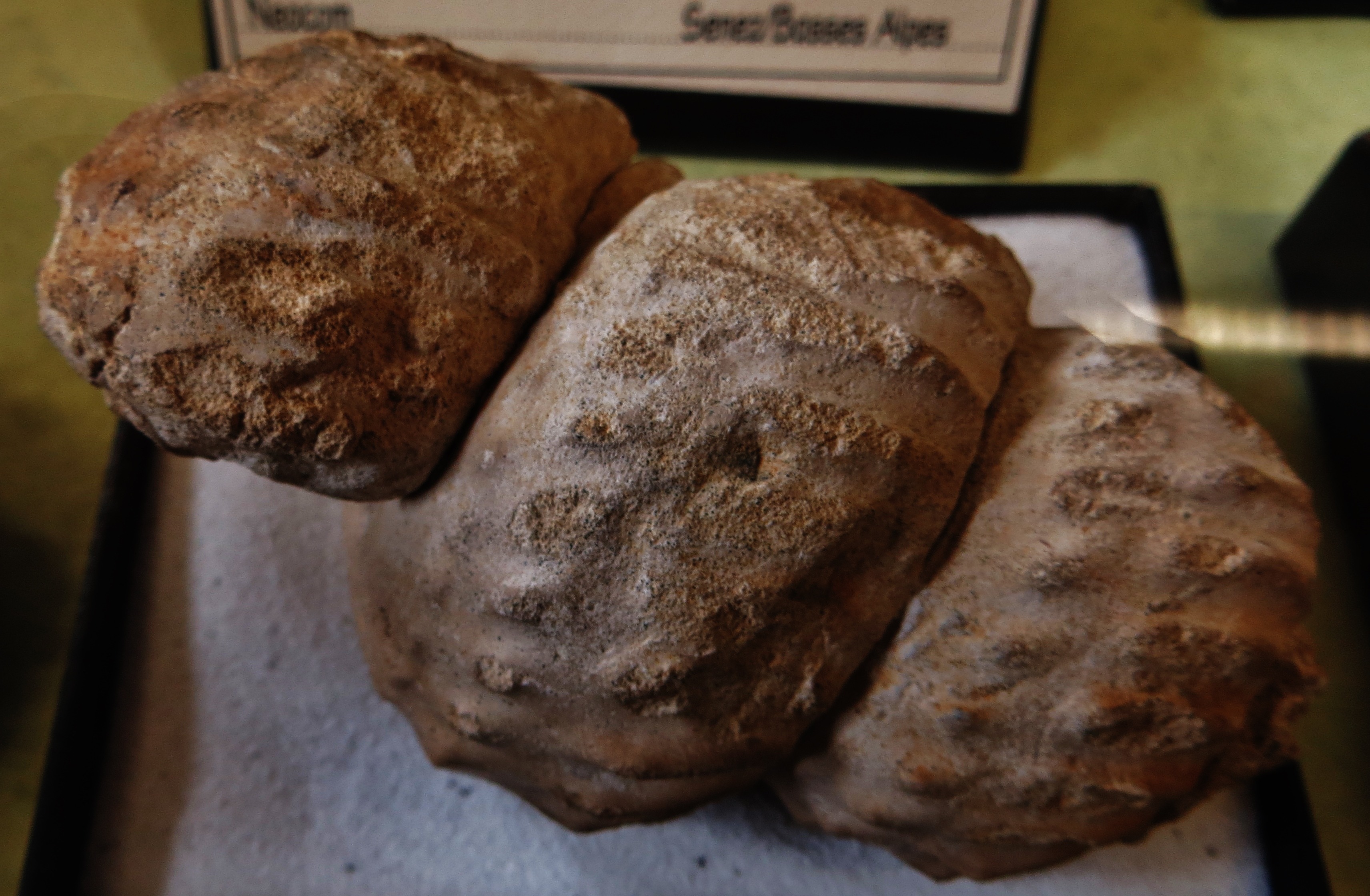
Fossile di Turrilites costatus

## Fossili
È raro che i fossili di turrilite si conservino completi: di norma, infatti, si rinvengono frammenti fossili. Alcuni esemplari, tuttavia, sono coni spettacolari alti varie decine di centimetri. Tra specie più note di turrilite, da ricordare Turrilites costatus.

## Stile di vita
Lo studio sulle posizioni fisiologiche dei cefalopodi ha portato a pensare che la turrilite possedesse un'apertura diretta verso il basso, al contrario delle forme di ammoniti a spirale arrotolata. Probabilmente la turrilite viveva nella colonna d'acqua e si spostava in alto o in basso a seconda del riempimento delle varie camere tramite l'acqua.